# 南北剧社
南北剧社，抗日战争沦陷时期在上海成立的一个话剧演出团体，成立于1941年，社长为燕京大学学生程述尧，成员有丁力、黄宗江、孙道临、卫禹平、于是之、黄宗英等。